# Húsar
Húsar (duń. Husum, IPA: hʉusaɹ) – miejscowość na Wyspach Owczych, archipelagu wysp wulkanicznych, stanowiącym duńskie terytorium zależne. Leży na wyspie Kalsoy. Przed przyłączeniem do gminy Klaksvík, była siedzibą władz gminy Húsar. Miejscowość zamieszkuje 36 osób.

## Położenie
Húsar znajduje się w południowej części wyspy Kalsoy, na jej wschodnim wybrzeżu. Na wschód od niej rozpościerają się wody cieśniny Kalsoyarfjørður, za którą leży kolejna wchodząca w skład Norðoyar wyspa Kunoy. Na południe od miejscowości znajduje się pasmo górskie, ze szczytami: Botnstindur (744 m n.p.m.), Gríslatindur (700 m n.p.m.) oraz Slættafjall (500 m n.p.m.). Na północnym zachodzie  wznosi się kolejne pasmo, którego najbliższym wsi szczytem jest Nøv (524 m n.p.m.). Pomiędzy pasmami na wschód od miejscowości mieści się przełęcz, a za nią wody cieśniny Djúpini. Przez miejscowość przepływa kilka rzeczek, jedna z nich znajdującą się nieopodal Húsar rozpadliną Gjógvin.

## Informacje ogólne

### Populacja
Według szacunków na 1 stycznia 2016 roku Húsar zamieszkuje 36 osób. Niewiele więcej, bo 38 mieszkało tam w 1985 roku, kiedy urząd statystyczny Wysp Owczych zaczął zbierać dane. Odnotowywano wówczas wzrost liczby ludności do 42 osób w 1987, krótkotrwały spadek do 41 w 1988, a następnie wzrost do 45 osób w 1991. Liczba mieszkańców spadła w 1992 roku do 40, by następnie znów zacząć przyrastać, już dwa lata później osiągając poziom 46 osób, a w 1998 51. Następnie ponownie nastąpił ubytek populacji do 47 w roku 2000, kiedy ponownie zaczęła ona przyrastać, osiągając 50 osób w roku 2002, 55 w 2003 i wreszcie 57 w 2004. Od tamtej pory liczba mieszkańców stale maleje – w 2009 było ich tam 49, w 2012 44, a w 2016 liczba ta sięgnęła poziomu niższego niż 40 osób po raz pierwszy od trzydziestu lat.
We wsi na 23 mężczyzn przypada obecnie 13 kobiet. Osoby w wieku przedprodukcyjnym stanowią 22,2% ogółu populacji, a ludzie po sześćdziesiątym piątym roku życia 2,8% – na chwilę obecną jest to tylko jeden mieszkaniec.

### Transport
Przez miejscowość przebiega droga numer 76, przecinająca całą wyspę od miejscowości Trøllanes po Syðradalur, gdzie znajduje się przeprawa promowa do Klaksvík. Przez miejscowość przebiega trasa autobusu Strandfaraskip Landsins linii 506, łączącego Trøllanes, Mikladalur, Húsar oraz Syðradalur. Zatrzymuje się on w miejscowości cztery razy w dni powszednie i dwa razy w soboty, niedziele i święta.

## Historia
Miejscowość po raz pierwszy została wspomniana w Hundabrævið (Liście Psim), pochodzącym z okresu między 1350 a 1400, wraz z pobliską wsią Mikladalur. Obecny kościół w Húsar wybudowano w 1920 roku. W 2012, a później w 2015 roku poruszano temat połączenia miejscowości wraz z pozostałą częścią gminy do Klaksvíkar kommuna. Fuzję ostatecznie zaplanowano na 1 stycznia 2017 roku. W 2016 roku w miejscowości farerska firma telekomunikacyjna Føroya Tele zdecydowała się łącza szerokopasmowe, celem wprowadzenia szybkiego łącza internetowego na całych Wyspach Owczych.